# Josef Lapp
Josef Lapp (* 18. Oktober 1909 in Franzfeld, Banat; † 18. Februar 1993 in Hamburg) war ein Banater Schwabe und von 1941 bis 1944 Vizebanus des Banats.

## Leben
Lapp wuchs als Sohn eines Bauern auf. Ab 1915 besuchte er die ungarische Grundschule in Franzfeld, ab 1921 das deutsche Realgymnasium in Pančevo, dann von 1925 bis 1929 das dortige serbische staatliche Realgymnasium. Dort legte er das Abitur ab. 1937 heiratete er.

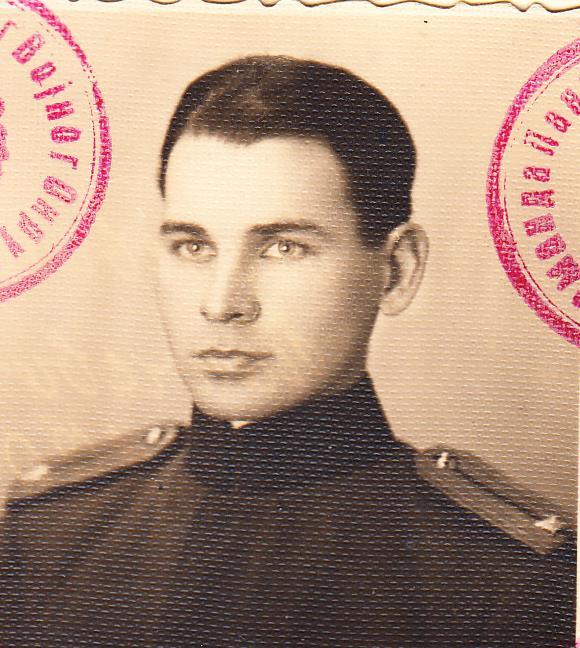
Leutnant der Reserve, 1936

Josef Lapp ist Nachkomme des Georg Lapp aus Gundelfingen im Breisgau, der 1791 zu den ersten Ansiedlern in Franzfeld im Banat gehörte. Franzfeld lag in der „Militärgrenze“, einem durch Kriege und Seuchen entvölkerten, mehrere hundert Kilometer langen Gebietsstreifen nördlich der auf dem Balkan von Türken beherrschten Gebiete.
Lapp absolvierte von 1929 bis 1937 ein Jura-Studium in Zagreb mit abschließendem Diplom, unterbrochen durch einen Studienaufenthalt in Innsbruck (1930 bis 1933) und den Wehrdienst beim jugoslawischen Heer von 1934 bis 1936. Nach bestandener Reserveoffiziersprüfung wurde er zum „Leutnant der Reserve“ ernannt.

## Berufliche Tätigkeiten

### In Jugoslawien
Ab 1937 war Josef Lapp als Jurist beim Amtsgericht und Landgericht in Pantschowa tätig. Von 1939 bis 1941 führte er mit einem serbischen Rechtsanwalt eine Rechtsanwaltskanzlei.
Im Mai 1941 – nach der Besetzung Jugoslawiens durch Truppen des Deutschen Reiches – wurde Josef Lapp durch den deutschen Standortkommandanten als kommissarischer Landrat von Pantschowa eingesetzt. Am 17. Juni 1941 erfolgte die Ernennung zum Vizebanus des Banats. Als Vizebanus/Kreischef war Josef Lapp verantwortlich für die Neuordnung der gesamten Verwaltung des Banats, des Schulwesens, der Polizei, der Verkehrs-Infrastruktur (Straßen, Post und Eisenbahn), der Wirtschaftsförderung und nicht zuletzt für die Sicherstellung der Lieferungen von Nahrungsmitteln an das Deutsche Reich. Bis August 1944 wurden diese umfangreichen Aufgaben erfolgreich mit Hilfe tüchtiger Verwaltungs-Mitarbeiter, die allen im Banat vertretenen Ethnien entstammten, durchgeführt. Die Besetzung des Banates durch russische Truppen, gefolgt von Partisanen, beendete diese Aufbautätigkeiten.

### Flucht, Zivilinternierung
Im Oktober 1944 flüchtete Josef Lapp nach Deutschland. Mitte 1945 wurde er in Bayern von der amerikanischen Besatzungsmacht verhaftet und in das Zivilinternierungslager Moosburg (bei München) verbracht. Im Juni 1946 floh er aus dem amerikanischen Gewahrsam, um sich der Auslieferung an die Justiz des kommunistischen Jugoslawiens zu entziehen.

### Neubeginn in Deutschland
Von 1946 bis 1952 war Josef Lapp in verschiedenen Berufen in Norddeutschland tätig. Ab März 1952 war er Mitarbeiter im Suchdienst des Deutschen Roten Kreuzes Hamburg. Zunächst war er zuständig für die „Nachforschung nach verschollenen Zivilgefangenen in den südosteuropäischen Ländern“ und danach für den Bereich „Hilfs- und Beratungsdienst für Deutsche in Ost- und Südosteuropa“. Ab Januar 1975 war Lapp im Ruhestand.

## Bürgerschaftliches Engagement

### Prägungen
1925 wurde Josef Lapp, um perfekt Serbisch zu lernen, von seinem Vater nach Pantschowa zu dessen serbischen Kriegskameraden aus dem Ersten Weltkrieg in Pension gegeben. Im Haus dieses Serben lebte Josef Lapp, der evangelische Schwabe, vier Jahre lang. Wie ein eigener Sohn behandelt, erlebte er bei diesem serbischen, orthodoxen Ehepaar, dass die Jahrhunderte alten, schweren Konflikte zwischen den Ethnien auf dem Balkan keineswegs zwingend seien. Josef Lapp stellte später, als Vizebanus im Banat, seine tolerante, verständnisvolle und ausgleichende Einstellung zu anderen Ethnien vielfach unter Beweis.
Während des Studiums in Innsbruck trat Lapp dem „Verein Deutscher Studenten Innsbruck“ bei. Diese Studentenverbindung sah sich in der besonderen Verantwortung, deutsche Volksgruppen, die außerhalb der deutschen und österreichischen Grenzen lebten, kulturell zu unterstützen.

### Engagement im Banat
Für Josef Lapp galt, dass die „Geschulten“ in jeder Hinsicht Vorbild und Lehrmeister für alle anderen  im Dorf zu sein hatten. Während der Sommerferien wurden die Dorfbücherei durchgesehen, neue Bücher bestellt, Theaterstücke einstudiert, kulturelle Veranstaltungen organisiert, eine Trachtengruppe aufgebaut und Volkstänze eingeübt.
Im Mai 1941, nach der Besetzung Jugoslawiens durch deutsche Truppen, herrschte zunächst verwaltungsmäßig Chaos im Banat, u. a. weil viele der vordem dort tätigen serbischen Verwaltungsbeamten beim Einmarsch der Deutschen geflohen waren. Aus eigener Initiative sandte Josef Lapp Handlungsempfehlungen an die Landkreise und kreisfreien Städte des Banats und bewirkte so ein weitgehend einheitliches Vorgehen in aktuellen Verwaltungsfragen.

### Engagement in Deutschland
Von 1956 bis 1979 war Josef Lapp Vorsitzender der Landsmannschaft der Donauschwaben in Hamburg. Nach Büroschluss beriet er in Sprechstunden Landsleute, die zum Teil gerade erst aus den südosteuropäischen Ländern nach Deutschland gekommen waren. 1954 bis 1974 war Josef Lapp Betriebsratsvorsitzender beim Suchdienst des DRK Hamburg.

### Ehrungen
- Goldene Ehrennadel des Bundesverbandes der Landsmannschaften der Donauschwaben
- Ehrenvorsitzender der Landsmannschaft der Donauschwaben Hamburg-Schleswig-Holstein[14]